# Elpidio Valdés
Elpidio Valdés és un personatge de ficció cubà, protagonista de dibuixos animats i còmics. Va ser creat pel pare de l'animació cubana Juan Padrón. Elpidio Valdés és un coronel mambí que lluita per l'alliberament de la seva pàtria del jou opressor espanyol, al comandament d'un esquadró de cavalleria, i representa els camperols cubans que el segle xix es van unir a esclaus, i alguns terratinents per formar l'Exèrcit Llibertador. Deu el seu nom a Cecilia Valdés, novel·la patriòtica cubana. Elpidio Valdés a assolit la categoria de tradició cultural entre generacions de nens i joves cubans que en 36 anys han gaudit de les seves aventures.
Va veure la llum el 1970 a la revista impresa Pionero. Va saltar al cinema el 1974, en el dibuix animat Elpidio Valdés contra el tren militar, realitzada per Padró i produïda per l'Institut Cubà de Cinema i Indústria Cinematogràfics (ICAIC). D'ençà, Elpidio Valdés ha participat en gran quantitat de produccions animades.